# Anopsicus exiguus
Anopsicus exiguus är en spindelart som först beskrevs av Willis J. Gertsch 1971.  Anopsicus exiguus ingår i släktet Anopsicus och familjen dallerspindlar. Inga underarter finns listade i Catalogue of Life.